# Fukuroi
Fukuroi (japanska: 袋井市  ?, Fukuroi-shi) är en stad i Shizuoka prefektur i Japan. Staden fick stadsrättigheter 1958.